# Hughes Hall
Hughes Hall ist eines der Colleges der Universität Cambridge. Es ist das älteste der vier Colleges in Cambridge, die ausschließlich ältere Studenten über 21 Jahre (englisch mature students) aufnehmen. Die Mehrzahl der Studenten in Hughes Hall sind Postgraduierte, d. h. sie haben schon einen ersten Abschluss, fast ein Fünftel studiert für einen Erstabschluss.

## Geschichte des Colleges
Das College wurde 1885 als Cambridge Training College (CTC) für Lehrerinnen gegründet, und die erste Leiterin war Elizabeth Phillips Hughes (1851–1925). Sie startete das College mit nur 14 Studentinnen in Croft Cottage, einem kleinen Haus im Ortsteil Newnham. Eine dieser ersten Studentinnen war Molly Thomas, die ihre Erfahrungen dieses College-Lebens in einem Buch mit dem Titel A London Girl of the 1880s festhielt (veröffentlicht unter ihrem Namen nach der Heirat: M.V. Hughes).

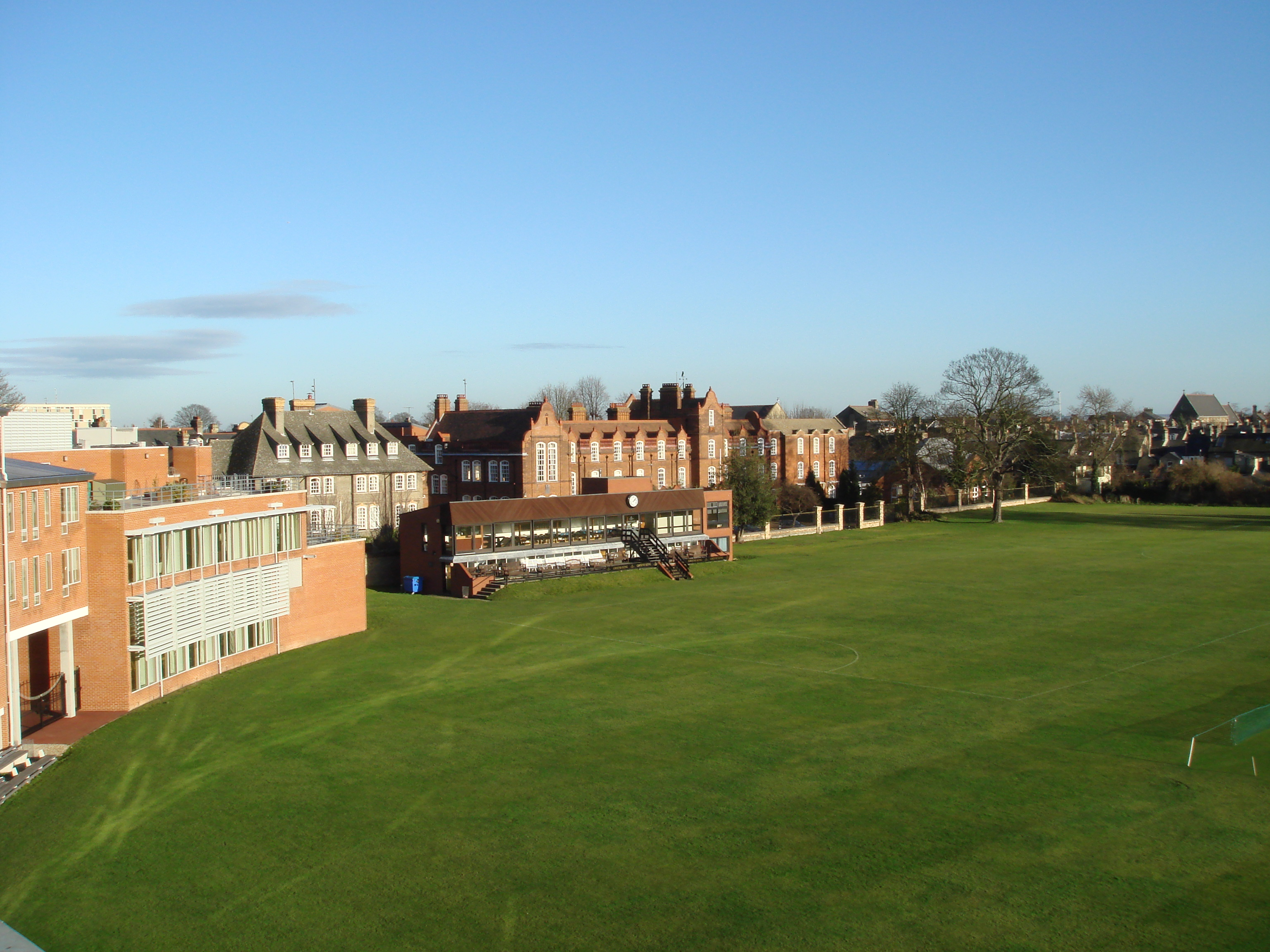
Hughes Hall mit Kricketplatz im Vordergrund

Im Jahre 1895 zog das College dann auf das heutige Gelände, das vom Architekten William Fawcett geplant wurde. In den nächsten 40 Jahren wuchs das College langsam, und im Jahre 1949 wurde das College als Teil der Universität anerkannt: es wurde nun im Andenken an die erste Leiterin Hughes Hall genannt. Die ersten männlichen Studenten wurden im Jahre 1973 zugelassen – Hughes Hall war das erste ehemalige Frauencollege in Cambridge, das auch Männer aufnahm. Im Jahre 2006 erlangte Hughes Hall dann vollständigen College-Status im Verbund der Universität Cambridge (per Royal Charter). Das College befindet sich seitdem in Reform und Erweiterung. Bedeutende Umbauten erfolgten in den Jahren 2005 und 2009, als das als Unterkunft und Mensa dienende Fenners Building (2005) und das Learning Resources Centre (2009) fertiggestellt wurden. Letzteres dient als Bibliothek und Arbeitsbereich für die Studenten. 2015 wurde das Gelände der University Gym aufgekauft und mit dem Umbau begonnen. In dem neuen Gebäude sollen weitere 85 Studenten untergebracht werden.

## Das College heute

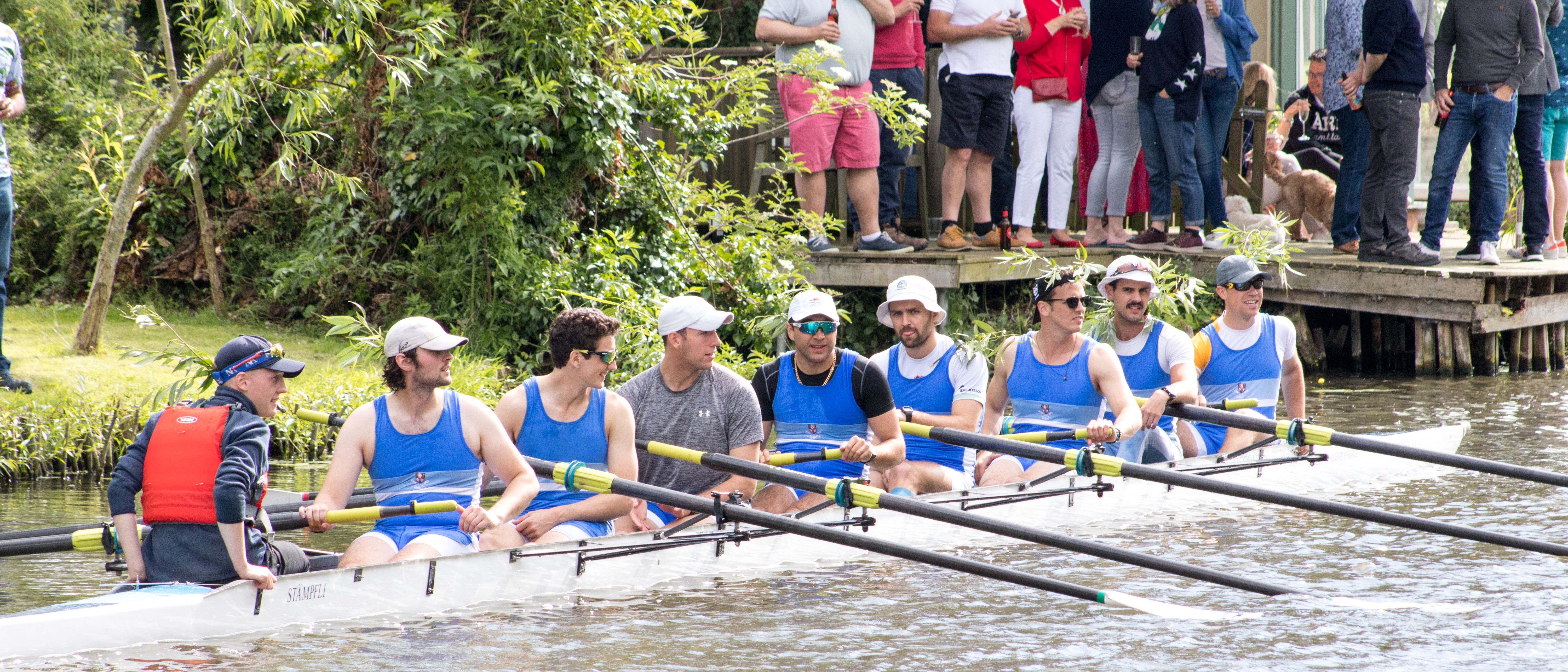
Rudermannschaft des Colleges, 2019

Im Dezember 2020 hatte das College 945 Studierende, davon 367 Frauen und 578 Männer. Hughes Hall ist eines der internationalsten Colleges in Cambridge: die Studenten kommen aus über 75 Ländern. Hughes Hall stellt regelmäßig überproportional viele Cambridge-Blue-Sportler. Insbesondere die Ruderer von Hughes Hall belegten in universitätsinternen Wettbewerben in Cambridge häufig vordere oder sogar Erstplätze. Das College besitzt eine erklärtermaßen nicht elitäre, internationale und egalitäre Grundausrichtung. Das zeigt sich auch an der Ablehnung der in traditionellen Colleges üblichen Pflicht, bei bestimmten Anlässen eine Robe (gown) zu tragen. Die Professoren, fellows genannt, speisen zudem sowohl bei den förmlichen Dinners (formal halls) als auch beim alltäglichen Mittag- und Abendessen gemeinsam mit den Studenten und besitzen keinen eigenen Tisch, im Gegensatz zu anderen Colleges, wo die Professoren separat an erhöhten Tischen (high table) speisen.

## Bekannte Absolventen
Zu den bekannteren Absolventen der Hochschule zählen:
- Tom Ransley, britischer Ruderer, Olympiasieger 2016
- Roxana Saberi, amerikanische Journalistin und Korrespondentin
- Alison Uttley, britische Kinderbuchautorin